# Grenet
Grenet je priimek več oseb:
- Eliseo Grenet, kubanski pianist in skladatelj
- Maurice-Jules-Zacharie Grenet, francoski general